# Abel Régibo
 (juillet 2019).
Si vous disposez d'ouvrages ou d'articles de référence ou si vous connaissez des sites web de qualité traitant du thème abordé ici, merci de compléter l'article en donnant les références utiles à sa vérifiabilité et en les liant à la section « Notes et références ».
Abel Benjamin Marie Régibo (Renaix, 6 avril 1835 - Renaix, 14 octobre 1896) est un professeur de musique et collectionneur d'instruments de musique. 

## Biographie
Abel Régibo est le fils d'un cordonnier établi dans la Wijnstraat, Joseph Léonard Régibo et de son épouse Amélie Cantaert. Abel Régibo épousa Marie Hortense Hanssens, mais devint veuf sans avoir d'enfants.
Il était directeur-enseignant à l'école municipale de musique de Renaix à partir de 1873. La classe fut tout d'abord logée à la mairie ; quelques mois  avant son décès, Abel Régibo conclut l'achat d'une vieille église dédiée à Saint Martin pour y installer la classe mais mourut avant que la vente soit finalisée. 
À l'instar de César Snoeck, autre habitant de Renaix et son exact contemporain, Abel Régibo était collectionneur d'instruments de musique et rassembla une prestigieuse collection, dispersée après sa mort lors d'une vente en 1897, dont les éléments se retrouvent aujourd'hui dans plusieurs grands musées. 
George Grant O'Brien cite notamment cinq clavecins Ruckers lui ayant appartenu :
- Clavecin de 1604, signé Ioannes et Andreas Ruckers, ensuite propriété de César Snoek (Musée des Instruments de Musique de Bruxelles)
- Combiné clavecin-virginal de 1619 par Ioannes Ruckers, ensuite propriété de César Snoek (Musée des Instruments de Musique de Bruxelles)
- Muselaar de 1633 par Andreas Ruckers, ensuite propriété de Wanda Landowska (Musée des Instruments de Musique de Bruxelles)
- Clavecin de 1637 par Andreas Ruckers (Gemeentemuseum de La Haye)
- Muselaar de 1650 par Ioannes Couchet (Vleeshuis Museum d'Anvers)

Une rue de Renaix porte son nom. 